# Sorghastrum secundum
Sorghastrum secundum är en gräsart som först beskrevs av Stephen Elliott, och fick sitt nu gällande namn av George Valentine Nash. Sorghastrum secundum ingår i släktet Sorghastrum och familjen gräs. Inga underarter finns listade i Catalogue of Life.